# Padrogiano
Il Padrogiano è un fiume della Sardegna, anche chiamato Padrongianus.

## Percorso
Il corso d'acqua si origina dall'unione di rio Enas e rio San Simone, a est del Massiccio del Limbara, e sfocia dopo circa 35 km nel golfo di Olbia.
La foce è poco a sud della cittadina e forma un delta, unico in tutta la Sardegna. Si trova nei pressi delle saline e fornisce un habitat adatto a diverse specie di uccelli acquatici.

## Affluenti
Tra gli affluenti del Padrogiano, oltre ai due rami sorgentizi, si possono ricordare:
- in destra idrografica:
  - rio Nannuri,
  - rio Piricone,
  - rio Vena Fiorita;
- in sinistra idrografica:
  - rio Amenda,
  - canale di bonifica di Colcò.

## Tutela naturalistica
Parte del corso del piccolo fiume è tutelato dal Parco Fluviale del Padrongianus, di 33 ettari di estensione.
Purtroppo dopo l'alluvione CLEOPATRA ad Olbia il Parco non è stato più aperto, e al giorno d'oggi è lasciato all'abbandono
è stata chiamata : ZONA ALLUVIONATA.